# Ungern i olympiska vinterspelen 2002
Ungern deltog i olympiska vinterspelen 2002. Ungerns trupp bestod av 25 idrottare varav 14 var män och 11 var kvinnor. Den äldsta idrottaren i Ungerns trupp var Péter Pallai (39 år, 34 dagar) och den yngsta var Szandra Lajtos (15 år, 210 dagar).

## Resultat

### Alpin skidåkning
- Super-G herrar
  - Péter Vincze - 34
- Storslalom herrar
  - Péter Vincze - 56
- Slalom herrar
  - Péter Vincze - 33
- Storslalom damer
  - Márta Vastagh Regős - 44
- Slalom damer
  - Márta Vastagh Regős - ?

### Bob
- Fyra-Manna
  - Nicholas Frankl, Márton Gyulai, Péter Pallai, Bertalan Pintér och Zsolt Zsombor - 23
- Två-Manna
  - lldikó Strehli och Éva Kürti - 13

### Konståkning
- Singel herrar
  - Zoltán Tóth - ?
- Singel damer
  - Júlia Sebestyén - 8

### Längdskidåkning
- Sprint herrar
  - Zoltán Tagscherer - 39
  - Imre Tagscherer - 48
  - Matyás Holló - 59
- 30 km herrar
  - Zoltán Tagscherer - 66
- 10+10 km herrar
  - Imre Tagscherer - 74
  - Matyás Holló - 75
- Sprint damer
  - Zsófia Gottschall - 54
- 5+5 km damer
  - Zsófia Gottschall - 70

### Short track
- 500 m herrar
  - Balázs Knoch - 18
  - Krisztián Szabó - 23
- 100 m herrar
  - Balázs Knoch - 20
  - Kornél Szántó - 21
- 1 500 m herrar
  - Kornél Szántó - 23
  - Balázs Knoch - 24
- 500 m damer
  - Marianna Nagy - 26
  - Szandra Lajtos - 28
- 1 000 m damer
  - Szandra Lajtos - 19
  - Marianna Nagy - 25
- 1 500 m damer
  - Marianna Nagy - 23
  - Eva Farkas - 25

### Skidskytte
- 10 km sprint herrar
  - Imre Tagscherer - 75
- 20 km herrar
  - Imre Tagscherer - 70
- 7,5 km sprint damer
  - Zsuzsanna Bekecs - 67
  - Ivett Szöllősi - 71
- 15 km damer
  - Ivett Szöllősi - 58
  - Zsuzsanna Bekecs - 65

### Skridsko
- 500 m herrar
  - Zsolt Baló - 31
- 1 000 m herrar
  - Zsolt Baló - 31
- 1 500 m herrar
  - Zsolt Baló - 30
- 500 m damer
  - Krisztina Egyed - 27
- 1 000 m damer
  - Krisztina Egyed - 24
- 1 500 m damer
  - Krisztina Egyed - 23